# Tärningsfortuna
Tärningsfortuna, även kallat bara fortuna, är ett tärningsspel, som spelas med insatser och i vilket vinst och förlust är helt beroende av slumpen.
Till spelet hör tre tärningar och en spelplan med sex fält, numrerade 1–6. En av deltagarna utses till bankir. De övriga deltagarna gör sina insatser på valfria fält på spelplanen, varefter tärningarna kastas av bankiren. 
Om en av tärningarna motsvarar ett nummer som en insats placerats på, blir vinsten lika stor som insatsen. Visar två tärningar numret blir vinsten dubbelt så stor som insatsen, och om alla tre tärningarna gör det blir vinsten tre gånger insatsen. Vinsterna betalas ut av bankiren, som i gengäld inkasserar de Insatser som inte gett vinst.
Eftersom bankiren matematiskt sett har ett visst övertag gentemot de övriga, bör man låta alla deltagare få inneha rollen som bankir lika många gånger.

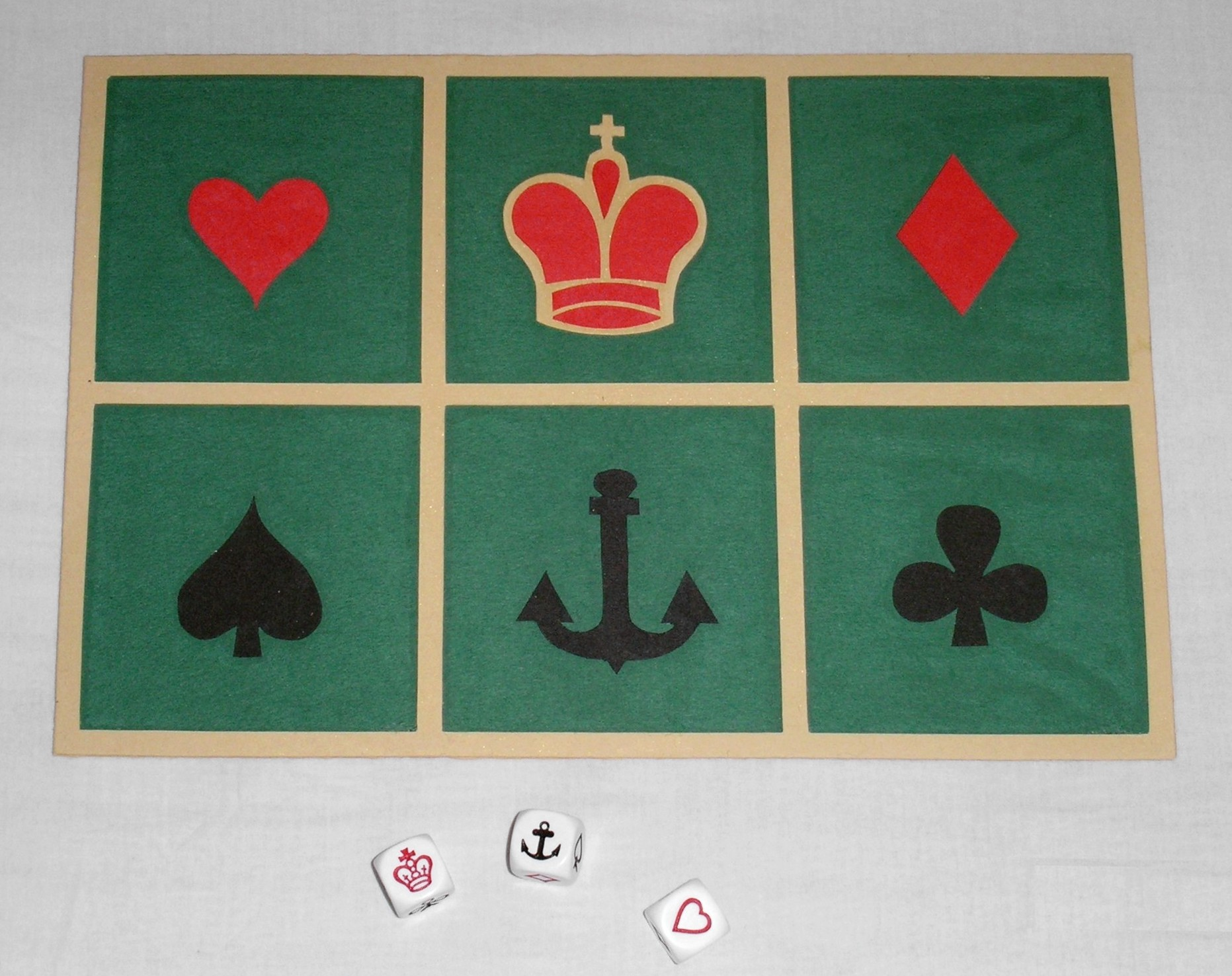
Tärningar och spelplan till crown and anchor.

## Varianter
Crown and anchor (översatt till svenska krona och ankare) är ett populärt hasardspel bland brittiska sjömän och spelas efter samma regler som tärningsfortuna. Tre speciella tärningar används, som på två av sidorna är märkta med en krona respektive ett ankare. På de andra sidorna avbildas symboler för de fyra kortspelsfärgerna hjärter, spader, ruter och klöver. Insatserna placeras på en spelplan med sex fält som motsvarar tärningssidorna.